# Блатешниця
Блате́шниця (болг. Блатешница) — село в Перницькій області Болгарії. Входить до складу общини Земен.

## Населення
За даними перепису населення 2011 року у селі проживали 100 осіб.
Національний склад населення села:
| Національність   | Кількість осіб | Відсоток |
| ---------------- | -------------- | -------- |
| болгари          | 83             | 83,0%    |
| цигани           | 15             | 15,0%    |
| турки            | 0              | 0%       |
| Всього відповіли | 100            |          |

Розподіл населення за віком у 2011 році:
Динаміка населення: